# دان هسو
دان هسو (بالإنجليزية: Dan Hsu)‏ هو صحفي أمريكي، ولد في 1971.